# Дубовое (Ленинградская область)
Дубовое — упразднённая деревня, урочище на территории Любанского городского поселения Тосненского района Ленинградской области.

## История
Впервые упоминается в Писцовой книге Водской пятины 1500 года как деревня Дуброва в Ильинском Тигодском погосте Новгородского уезда.
Как деревня Дубровка (Дуброва) она записана в писцовой книге Водской пятины 1568 года и других административных источниках 1585—1788 годов.
В переписи 1710 года в Ильинском Тигодском погосте деревня Дубровы из двух дворов записана за Дементием Кондратьевичем Скобельциным.
Деревня Дубова обозначена на специальной карте западной части России Ф. Ф. Шуберта 1844 года.
Согласно Х ревизии 1858 года в деревне числилось 7 крестьянских хозяйств и жителей — 27 м. п., 32 ж. п.
Согласно трехвёрстной военной топографической карте Российской Империи Ф. Ф. Шуберта 1863 года деревня называлась Дубово и насчитывала 9 дворов.

ДУБОВОЕ — деревня с усадьбой Коровьеручьёвского сельского общества, прихода села Коровьего Ручья, при реке Тигоде.

В деревне — дворов крестьянских — 12. Строений — 38, в том числе жилых — 12; в усадьбе — строений — 10, в том числе жилых — 3. Жители деревни занимаются пилкой дров.

Число жителей в деревне по семейным спискам 1879 г.: 26 м. п., 38 ж. п.; по приходским сведениям 1879 г.: 26 м. п., 38 ж. п.; в усадьбе — 3 м. п., 2 ж. п. (1884 год)

Согласно переписи 1893 года деревня насчитывала 13 хозяйств, жителей — 41 м. п. и 48 ж. п..
В конце XIX — начале XX века деревня административно относилась к Апраксинской волости 1-го стана 1-го земского участка Новгородского уезда Новгородской губернии.

ДУБОВАЯ — деревня Коровье-Ручьевского сельского общества, дворов — 17, жилых домов — 18, число жителей: 41 м. п., 47 ж. п. 

Занятия жителей — земледелие, лесные заготовки. Мелочная лавка.

ДУБОВОЕ — усадьба Разумова, дворов — 3, жилых домов — 1, число жителей: 2 м. п., 2 ж. п. 

Занятия жителей — земледелие. (1907 год)

В 1927 году деревня была передана из Новгородской губернии Апраксинской волости Дубовского сельсовета в Любанский район Ленинградской области.
В ноябре 1928 года Дубовский сельсовет был присоединен к Червино-Лукскому.
С 1930 года в составе Тосненского района.
По данным 1933 года деревня называлась Дубовое и входила в состав Червино-Лукского сельсовета Тосненского района.

План деревни Дубовое. 1941 год

Согласно топографической карте РККА 1941 года деревня насчитывала 12 дворов. Во время Великой Отечественной войны в сентябре 1941 года деревня была оккупирована. В этой местности развернулись тяжелые бои в ходе Любанской наступательной операции. 
В середине марта 1942 года частям 92-й стрелковой дивизии, 24-й стрелковой бригады и 93-го отдельного лыжного батальона из состава 2-й ударной армии удалось временно освободить Дубовое. В апреле-мае 1942 года по реке Тигода проходила линия фронта. Советские войска удерживали западный берег. Здесь оборону держала 92-я стрелковая дивизия. Эта местность вновь была утрачена в ходе общего отступления 2-й ударной армии в мае-июне 1942 года. Окончательно район, где существовала деревня, был освобожден в первых числах февраля 1944 года. 
Весь сельсовет был исключен из учетных данных в октябре 1950 года, так как все населённые пункты в результате военных действий были разрушены.
В настоящее время — урочище Дубовое.

## География
Урочище расположено в южной части района к западу от автодорог М11 (Скоростная автомобильная дорога Москва — Санкт-Петербург) и 41А-004 (Павлово — Мга — Луга).
Урочище находится на левом берегу реки Тигоды.